# Rani ordovicij
Rani ordovicij ili donji ordovicij prva je od tri geološke epohe ili statigrafskih nizova na koje je podijeljeno razdoblje ordovicija. Obuhvaća vremensko razdoblje od prije 488,3 ± 1,7 do 471,8 ± 1,6 milijuna godina.  Prethodi mu Furongij, posljednja epoha prethodnog razdoblja Kambrija, a slijedi mu srednji ordovicij.

## Podpodjela
Međunarodno povjerenstvo za stratigrafiju priznaje podpodjelu ranog ordovicija na dvije podepohe:
- Floian, (478,6 ± 1,7 - 471,8 ± 1,6 milijuna godina)
- Tremadocij, (488,3 ± 1,7 - 478,6 ± 1,7 milijuna godina)

## Stratigrafska podjela i GSSP
Stratigrafski početak ranog ordovicija, kao i cijelog ordovicija, podudara se sa slojevima tremadocija i karakterizira ga pojava konodonta vrste Iapetognathus fluctivagus u geološkim slojevima. Ova je granica pozicionirana tik iznad sloja prve pojave konodonta Cordylodus lindstromi i nešto ispod pojave prvih planktonskih graptolita. Gornja stratigrafska granica ranog ordovicija definirana je pojavom konodonta vrste Baltoniodus triangularis u geološkim slojevima.
Globalna stratotipska točka (eng:Global Boundary Stratotype Section and Point - GSSP), koju je Međunarodno povjerenstvo za stratigrafiju uzelo kao referentnu za rani ordovicij je presjek Green Point u nacionalnom parku Gros Morne, oko 70 km od zrakoplovne luke Deer Lake, na zapadnom dijelu otoka Newfoundland u Kanadi.

## Fosili i fauna
U ovoj epohi dolazi do velikog povećanja raznolikosti morske faune, nakon velike epizode izumiranja krajem kambrija. Osim trilobita, koji su već rasprostranjeni, pojavljuju se nove vrste koralja tabulata, ramenonožaca, mahovnjaka, graptolita i konodonta, kao i nove vrste mekušaca i bodljikaša. Veliki evolutivni razvoj doživljavaju nautiloidi, prisutni još od furongija.